# Гиринг, Эшли
Эшли Гиринг (англ. Ashley Gearing; род. 15 мая 1991; Спрингфилд, Массачусетс) — американская кантри-певица.

## Биография
Впервые Эшли Гиринг смогла попасть в чарты в 2003 году с песней «Can You Hear Me When I Talk to You?», которая заняла 36-е место в Billboard Hot Country Singles & Tracks charts. Будучи в то время в одиннадцатилетнем возрасте, она стала самой молодой исполнительницей, которой удалось попасть в кантри-чарты, преодолев рекорд Бренды Ли. Песня была выпущена в виде сингла на лейбле Lyric Street Records. Позже был выпущен сингл «Ribbons of Love», который провалился в чартах. Ни одна из этих песен не была включена в альбом певицы.
В возрасте двенадцати лет она исполнила песню «When You Wish upon a Star», вошедшую в сборник Disneymania 2.
В 2006 году на независимом лейбле Squeeze Records вышел первый полноценный альбом Maybe It’s Time, который содержал сингл «I Found It in You». В 2007 году певица перебралась на лейбл Curb Records и в середине 2008 года записала там сингл «Out the Window». Второй сингл «What You Think About Us», записанный на Squeeze Records, вышел в июле 2010 года.

## Дискография

### Студийные альбомы
| Год             | История релиза                           |
| --------------- | ---------------------------------------- |
| Maybe It’s Time | - Выпущен: 2006 - Лейбл: Squeeze Records |

### Синглы
| Год                                      | Синглы                                | Позиция в чартах | Альбом          |
| Год                                      | Синглы                                | US Country       | Альбом          |
| ---------------------------------------- | ------------------------------------- | ---------------- | --------------- |
| 2003                                     | «Can You Hear Me When I Talk to You?» | 36               | н/д             |
| 2003                                     | «Ribbons of Love»                     | —                | н/д             |
| 2005                                     | «I Found It in You»                   | —                | Maybe It’s Time |
| 2008                                     | «Out the Window»                      | 55               | н/д             |
| 2010                                     | «What You Think About Us»             | 58               | н/д             |
| 2011                                     | «Five More Minutes»                   | 57               | н/д             |
| 2011                                     | «Me, My Heart and I»                  | —                | н/д             |
| 2014                                     | «Boomerang»                           | —                | TBD             |
| 2015                                     | «Train Track»                         | —                | TBD             |
| «—» означает, что сингл не попал в чарты |                                       |                  |                 |

### Сингл в качестве приглашённого исполнителя
| Год  | Сингл                      | Исполнитель | Альбом |
| ---- | -------------------------- | ----------- | ------ |
| 2013 | «I Wanna Wake Up with You» | Тайлер Дин  | TBD    |

### Музыкальные видео
| Год  | Видео                                 | Режиссёр  |
| ---- | ------------------------------------- | --------- |
| 2003 | «Can You Hear Me When I Talk to You?» |           |
| 2003 | «Ribbons of Love»                     |           |
| 2010 | «What You Think About Us»             | Эриу Уэлч |